# Jules de Mirville
Charles, Jules Eudes de Catteville de Mirville, marquis de Mirville est né le 24 avril 1802 au château de Filières à Gommerville et y est décédé le 11 septembre 1873.

## Parents
Il était le fils d'Alexandre Pierre Marie Eudes de Catteville, marquis de Mirville (1768-1848) et d'Agathe de Bouthillier-Chavigny (1777-1855).

## Mariage et enfants
Il se maria le 7 mars 1831 à Paris avec Mathilde de La Pallu (1806-1842) dont il eut deux filles, Aline (1834-1854) et Blanche (1838-1925).

## Biographie
Écrivain érudit, illuministe et médium, dernier marquis du nom, il fut l'un des propriétaires du château de Filières qu'il légua à sa fille Blanche de Mirville.
Il est l'auteur d'ouvrages très nombreux sur le spiritisme.
Il joua un grand rôle dans la propagation de l'histoire de la maison hantée de Cideville. Il eut alors une correspondance très importante avec Théodore Lacordaire, avec le médecin catholique de Bolbec Charles Hélot qui publia en 1897 Névroses et possessions diaboliques, avec des numérologues tels que le comte de la Villinouet, et bien d'autres.